# Distrikt Barranco
Der Distrikt Barranco ist einer der 43 Stadtbezirke der Region Lima Metropolitana in Peru. Auf 3,3 km² Fläche lebten beim Zensus 2017 34.378 Einwohner. Im Jahr 1993 lag die Einwohnerzahl bei 40.660, im Jahr 2007 bei 33.903.
Am 26. Oktober 1874 wurde Barranco offiziell zu einem Stadtbezirk von Lima.
Barranco grenzt im Norden an Miraflores, im Osten an Santiago de Surco, im Süden an Chorrillos und im Westen an die Steilküste des Pazifischen Ozeans.
Die amtierende Distriktbürgermeisterin ist Jessica Vargas Gómez (davor 2019–2022 José Rodríguez Cárdenas).

## Persönlichkeiten
- Edgardo Mercado Jarrín (1919–2012), Generalmajor und Politiker
- Mario Vargas Llosa (1936–2025), Schriftsteller, Politiker und Journalist